# Теплофізика
Теплофі́зика (англ. Thermal physics) — сукупність дисциплін, що представляють теоретичні основи  енергетики. Теплофізика включає термодинаміку, тепломасообмін, методи експериментального і теоретичного дослідження рівноважних і нерівноважних властивостей речовин і теплових процесів.
Прикладні аспекти теплофізики належать до окремої групи дисциплін — інженерної теплофізики.